# The 18th Day
The 18th Day en idioma español «El Decimoctavo Día» es el álbum debut de la cantante británica ganadora del premio Grammy Estelle. La primera edición fue lanzada el 18 de octubre de 2004 y la segunda el 4 de abril de 2005.

## Lista de canciones
1. «1980» (4.00)
2. «Don't Talk» (3.39)
3. «Dance Bitch» (3.47)
4. «Change Is Coming» (4.01)
5. «Go Gone» (3.31)
6. «Freev (feat. Megaman) (3.30)
7. «I Wanna Love You» (3.55)
8. «Maybe» (5.45)
9. «Crazy» (3.54)
10. «Hey Girl» (feat. John Legend & Baby Blue)(6.15)
11. «All Over Again» (4.15)
12. «Dance With Me» (3.41)
13. «On & On» (3.47)
14. «I'm Gonna Win» (3.43)
15. «Freedom» (5.08)

## Sencillos
1. «1980» - #14 (Reino Unido). Julio de 2004.
2. «Free» - #15 (Reino Unido). Octubre de 2004.
3. «Go Gone» - #32 (Reino Unido). Abril de 2005.